# Childebrand
Childebrand (ca. 690 – na 751) was een Frankische hertog (dux), een zoon van Pepijn van Herstal. Childebrands moeder was vermoedelijk Alpaida, daarmee was hij dan de broer of halfbroer van Karel Martel. 
Zijn broer maakte hem graaf in Bourgondië. Hij had de leiding over de verdediging tegen de Arabische inval van 737 en belegerde Avignon nadat die stad door de Arabieren was veroverd. Daarna nam Karel Martel de leiding van deze oorlog over. Na deze oorlog werd Childebrand tot hertog van Provence benoemd.
Hij was patroon voor het voortzetten van de Kronieken van Fredegar en nam daar ook zelf aan deel. Dit werk werd na zijn dood voortgezet door zijn zoon Nibelung I, de graaf van Vexin.